# アンドレア・シレンツィ
アンドレア・シレンツィ（Andrea Silenzi 1966年2月10日 - ）は、イタリア・ローマ出身の元サッカー選手。191センチの大型フォワードとして知られた。

## 経歴
1989-90シーズン、レッジャーナでセリエB得点王に輝き、翌シーズンはSSCナポリに引き抜かれた。1990年のスーペルコッパ・イタリアーナではユヴェントスFCを相手に2ゴールを挙げて優勝に貢献するも、その後は活躍出来ずに終わる。
1992-93シーズン、トリノに加入し、コッパ・イタリア決勝のASローマ戦、第1戦では2ゴールを挙げるなど優勝に貢献した。1993-94シーズンはゴールを量産し、セリエAで17得点を挙げる活躍から、1994年2月16日のドイツ戦で45分間起用されてイタリア代表デビューを果たしたが、この試合以降は召集されなかった。
1995-96シーズン、プレミアリーグのノッティンガム・フォレストFCに移籍、プレミアリーグでプレーした初のイタリア人選手となった。身長を生かしたポストプレーや得点を期待されての加入であったが、12試合で1得点も奪えないまま、ヴェネツィアにレンタル移籍した。2001年にラヴェンナで現役を終えた。

## タイトル
レッジャーナ
- セリエC : 1988-89

ナポリ
- スーペルコッパ・イタリアーナ : 1990

トリノ
- コッパ・イタリア : 1992-93

個人タイトル
- セリエB得点王 : 1989-90